# Frieder Liebendörfer
Frieder Liebendörfer (auch Friedrich Liebendörfer; * 14. Januar 1934) ist ein Schweizer Musikpädagoge, Chorleiter und Autor.

## Leben
Liebendörfer ist der Sohn des Theologen an der Basler Mission und Kirchenliederkomponisten Friedrich Traugott Liebendörfer (1892–1970), dessen Melodie zum Text Die Sach ist Dein, Herr Jesu Christ (Nr. 360) im Gesangbuch der Evangelisch-reformierten Kirchen der deutschsprachigen Schweiz 1952 (RKG) veröffentlicht wurde, welche aber 1998 nicht ins neue Reformierte Gesangbuch (RG, Nr. 801) übernommen wurde.
Er wurde 1955 als Nachfolger von Ernst Sigg ans Humanistische Gymnasium als Gesangs- und Musiklehrer berufen. Unter anderem leitete er dort den Knabenchor in einer Aufführung von Hermann Suters Oratorium Le Laudi di San Francesco d’Assisi am Basler Münster mit den Solisten Edith Mathis, Norma Procter, Eric Tappy und Fernando Corena. unter der Gesamtleitung von Hans Münch, von der auch eine Aufnahme existiert.
Nach dem abgeschlossenen Musiktheorie-Studium unterrichtete er an den Gymnasien in Liestal und Muttenz; später war er auch Dozent für Musiktheorie und Chorleitung an der Volkshochschule beider Basel. 1964 wurde er Assistent von Paul Sacher beim Basler Kammerchor. 1973 baute er in Liestal ein schuleigenes Orchester auf, das er bis 1994 leitete und das bis heute existiert. 1979 gründete Liebendörfer in der Tradition des Sigg'schen Motettenchors in St. Elisabethen den Motettenchor Region Basel und leitete diesen bis 1992.
Liebendörfer wirkte mehrere Jahre als Organist an der Wehrkirche St. Arbogast in Muttenz und war im Zentralvorstand des Schweizerischen Kirchengesangsbundes (SKGB). Von 1979 bis 2019 war er zudem aktives Mitglied im Verband Chorleitung Nordwestschweiz.
Wie sein Vater komponiert auch er Lieder. Seine Stücke Dans les jardins d’mon père und Lob der Faulheit wurden im Liederbuch Geselliges Singen 3 des SKGB veröffentlicht, das er auch mit herausgab.
Nach seiner Pensionierung hielt Liebendörfer musikhistorische Vorträge u a. über Paul Sacher, Hans Huber und Johannes Brahms und schrieb Beiträge für Zeitschriften wie Musik und Gottesdienst (MuGo). Daneben tritt er seither vermehrt als Klavierbegleiter an Lesungen auf, unter anderem mit seiner Frau, der Schriftstellerin Helen Liebendörfer, mit der er seit 1963 verheiratet ist.

## Publikationen
- Als Übersetzer (mit Peter Ernst Bernoulli): Hör mein Schrei'n, o Gott. Partitur. Niederteufen, Aarau: Schweizerischer Kirchengesangsbund, Auslfg. Pastorini, 1986
- Als Co-Herausgeber (mit Matthias Blumer et al.): Geselliges Singen 3. Zürich: Schweizerischer Kirchengesangsbund, 1993
- César Franck: Deine Hand, starker Gott. Bearbeitung für kleinere Chöre. In: Musikbeilage 1994: «Aus dem französischen Sprachraum». Bern: SKGB, 1994[9]
- Als Co-Herausgeber (mit Theophil Bruppacher): 100 Jahre Schweizerischer Kirchengesangsbund 1896–1996. Eine Chronik in zwei Teilen. Zürich: CVB, 1996.
- Paul Sacher (1906–1999). Zum 100. Geburtstag, in: Freunde des Klingentalmuseums. Jahresbericht, Basel 2006, S. 19ff.
- Brahms in Basel, in: Freunde des Klingentalmuseums. Jahresbericht, Basel 2008, S. 8ff.
- Hans Huber (1852–1921). Pianist, Komponist und grosser Förderer des Basler Musiklebens, in: Freunde des Klingentalmuseums. Jahresbericht, Basel 2009, S. 53ff.
- Orgeln im Basler Münster. Vom Mittelalter bis heute, in: Freunde des Klingentalmuseums. Jahresbericht, Basel 2014, S. 79ff.
- (mit Helen Liebendörfer) Passionskonzerte im Basler Münster, in: Luzius Müller, Hans-Adam Ritter, Roger Thiriet (Hrsg.): Feste feiern. Warum wir unsere Feiertage haben, Zürich: TVZ 2015, S. 49f.